# Chantango
Chantango è un complesso musicale italiano attivo nell'area stilistica della canzone, nato ad opera di Gianluigi Cavaliere, cantante, chitarrista e autore, che nel 1999 riunisce un gruppo di musicisti di estrazione prevalentemente classica, Fabio Rossato, Gabriele Bellu e Romeo Pegoraro.
I riferimenti musicali appaiono evidenti già dal nome: la musica di Chantango è una commistione di stili quali la chanson francese, il tango argentino e la canzone d'autore italiana.
L'organico rimanda ai complessi da camera café-chantant inizio '900 ed esegue sia un repertorio di propria composizione, sia brani di autori quali Léo Ferré, Luigi Tenco, Piero Ciampi, Jacques Brel, Vinicius De Moraes, Herbert Pagani ed altri. Inoltre Chantango mette in musica la poesia ne "L'anima del vino" di Charles Baudelaire, "Sam" di Mauro Macario e ne "Il vino triste" di Cesare Pavese.
Attivo principalmente in Italia, il gruppo si esibisce regolarmente in rassegne sulla canzone d'autore, in stagioni teatrali di musica classica e di prosa, festival di poesia e ha partecipato più volte a trasmissioni radiofoniche della RAI e di altre emittenti. Negli ultimi anni il gruppo ha consolidato una collaborazione artistica con il poeta scrittore Mauro Macario, con il quale si esibisce in uno spettacolo di musica e poesia denominato "Tangando i poeti".
Nel 2005, Chantango firma le musiche del cortometraggio "Amor sacro, amor profano" di Stefano Terenziani, per la quale vince il premio per la miglior colonna sonora al "Corto Fiction di Chianciano 2005", e al premio internazionale "Oscarino di Lovere 2006".

## Formazione

### Formazione attuale
- Gianluigi Cavaliere - voce (1999-oggi)
- Gabriele Bellu - violino (1999-oggi)
- Ivan Tibolla - pianoforte (2003-oggi)
- Marco Porcu - chitarra (2006-oggi)
- Romeo Pegoraro - contrabbasso (1999-oggi)

### Ex componenti
- Giampietro Vettore - pianoforte (1999-2003)
- Fabio Rossato (1999-2018)

## Discografia
- 2001 - L'anima del vino
- 2007 - Bestiario d'amore